# Gand-Wevelgem 1991
La 53e édition de Gand-Wevelgem a eu lieu le 10 avril 1991. La course est remportée par le Soviétique Djamolidine Abdoujaparov (Carrera Jeans-Vagabond), il est suivi dans le même temps par l'Italien Mario Cipollini (Del Tongo-MG Maglificio) et pat l'Allemand Olaf Ludwig (Panasonic-Sportlife).

## Classement final
La course est remportée par le Soviétique Djamolidine Abdoujaparov (Carrera Jeans-Vagabond).
| \| Classement général \| Classement général \| Classement général \| Classement général \| Classement général \| \| Coureur \| Coureur \| Pays \| Équipe \| Temps \| \| ------------------ \| ------------------------ \| ------------------ \| ----------------------- \| ------------------ \| \| 1er \| Djamolidine Abdoujaparov \| URSS \| Carrera Jeans-Vagabond \| 5 h 16 min 38 s \| \| 2e \| Mario Cipollini \| Italie \| Del Tongo-MG Maglificio \| + 0 s \| \| 3e \| Olaf Ludwig \| Allemagne \| Panasonic-Sportlife \| + 0 s \| \| 4e \| Eric Vanderaerden \| Belgique \| Buckler \| + 0 s \| \| 5e \| Kurt Onclin \| Belgique \| \| + 0 s \| \| 6e \| Marc Sergeant \| Belgique \| Panasonic-Sportlife \| + 0 s \| \| 7e \| Jean-Claude Colotti \| France \| Tonton Tapis-GB \| + 0 s \| \| 8e \| Johan Museeuw \| Belgique \| Lotto-Super Club \| + 0 s \| \| 9e \| Didier Priem \| Belgique \| \| + 0 s \| \| 10e \| Allan Peiper \| Australie \| \| + 0 s \| |                          |           |                         |                 |
| |                          |           |                         |                 |
| Sources : ProCyclingStats Cycling Archives |                          |           |                         |                 |
| Classement général |                          |           |                         |                 |
| Coureur | Coureur                  | Pays      | Équipe                  | Temps           |
| 1er | Djamolidine Abdoujaparov | URSS      | Carrera Jeans-Vagabond  | 5 h 16 min 38 s |
| 2e | Mario Cipollini          | Italie    | Del Tongo-MG Maglificio | + 0 s           |
| 3e | Olaf Ludwig              | Allemagne | Panasonic-Sportlife     | + 0 s           |
| 4e | Eric Vanderaerden        | Belgique  | Buckler                 | + 0 s           |
| 5e | Kurt Onclin              | Belgique  |                         | + 0 s           |
| 6e | Marc Sergeant            | Belgique  | Panasonic-Sportlife     | + 0 s           |
| 7e | Jean-Claude Colotti      | France    | Tonton Tapis-GB         | + 0 s           |
| 8e | Johan Museeuw            | Belgique  | Lotto-Super Club        | + 0 s           |
| 9e | Didier Priem             | Belgique  |                         | + 0 s           |
| 10e | Allan Peiper             | Australie |                         | + 0 s           |